# Comisión de Asuntos Jurídicos
La Comisión de Asuntos Jurídicos (JURI) es una de las Comisiones del Parlamento Europeo. La comisión es competente para las disposiciones que regulan la administración de la Unión y el Derecho parlamentario, que incluye el Estatuto de los diputados del Parlamento Europeo, la inmunidad parlamentaria y la verificación de las credenciales de los miembros tras su elección.
Esta comisión también actúa de consejera jurídica del Parlamento Europeo.

## Miembros en la IX Legislatura (2019-2024)[3]
Presidenta: Lucy Nethsingha, una eurodiputada del grupo Renovar Europa.
| Eurodiputado                        | Estado                      | Grupo      |
| ----------------------------------- | --------------------------- | ---------- |
| Adrián Vázquez Lázara (Chair)       | Bandera de España           | RE         |
| Sergey Lagodinsky (Vice-Chair)      | Bandera de Alemania         | Greens/EFA |
| Marion Walsmann (Vice-Chair)        | Bandera de Alemania         | EPP        |
| Iban García del Blanco (Vice-Chair) | Bandera de España           | S&D        |
| Raffaele Stancanelli (Vice-Chair)   | Bandera de Italia           | ECR        |
| Manon Aubry                         | Bandera de Francia          | GUE/NGL    |
| Gunnar Beck                         | Bandera de Alemania         | ID         |
| Geoffroy Didier                     | Bandera de Francia          | EPP        |
| Angel Dzhambazki                    | Bandera de Bulgaria         | EPP        |
| Jean-Paul Garraud                   | Bandera de Francia          | ID         |
| Esteban González Pons               | Bandera de España           | EPP        |
| Mislav Kolakušić                    | Bandera de Croacia          | NI         |
| Gilles Lebreton                     | Bandera de Francia          | ID         |
| Karen Melchior                      | Bandera de Dinamarca        | RE         |
| Jiří Pospíšil                       | Bandera de República Checa  | EPP        |
| Franco Roberti                      | Bandera de Italia           | S&D        |
| Marcos Ros Sempere                  | Bandera de España           | S&D        |
| Liesje Schreinemacher               | Bandera de los Países Bajos | RE         |
| Stéphane Séjourné                   | Bandera de Francia          | RE         |
| József Szájer                       | Bandera de Hungría          | EPP        |
| Marie Toussaint                     | Bandera de Francia          | Greens/EFA |
| Axel Voss                           | Bandera de Alemania         | EPP        |
| Tiemo Wölken                        | Bandera de Alemania         | S&D        |
| Lara Wolters                        | Bandera de los Países Bajos | S&D        |
| Javier Zarzalejos                   | Bandera de España           | EPP        |